# 罗尔夫·埃里克松
罗尔夫·埃里克松（瑞典語：Rolf Ericsson，1918年11月18日—2000年10月28日），瑞典男子冰球运动员，场上位置是前锋。他曾代表瑞典国家队参加1948年冬季奥林匹克运动会冰球比赛，获得第4名。